# Jump on It
Albums de Montrose
Warner Bros. Presents... Montrose!
(1975) Mean
(1987)
Jump on It, paru en 1976, est le quatrième album de Montrose et le dernier avant Mean, sorti en 1987, onze ans plus tard.

## L'album
Dernier album de Montrose. En 1978, Ronnie Montrose enregistrera un album solo puis formera Gamma avec Jim Alcivar et Alan Fitzgerald, précédent bassiste du groupe.

Seul album avec Randy Jo Hobbs, ex-The McCoys et, à l'époque, également bassiste de Johnny Winter.

Dernier album avec Bob James, Denny Carmassi et Jim Alcivar.

À l'exception de Ronnie Montrose, seul Denny Carmassi aura joué sur les quatre albums sortis entre 1973 et 1976.

Tous les titres ont été composés par Ronnie Montrose seul on avec quelqu'un d'autre, sauf "What Are You Waitin' For?"  et "Rich Man" de Dan Hartman.

## Musiciens
- Bob James : chant
- Ronnie Montrose : guitare
- Randy Jo Hobbs : basse
- Jim Alcivar : claviers
- Denny Carmassi : batterie

## Les titres
1. Let's Go  ((Bob James, Ronnie Montrose, Jim Alcivar, Denny Carmassi) - 4:15
2. What Are You Waitin' For? (Dan Hartman) - 3:48
3. Tuft-Sedge (Ronnie Montrose) - 2:58
4. Music Man (Ronnie Montrose) - 4:16
5. Jump on It (James, Montrose, Alcivar, Carmassi) - 3:37
6. Rich Man (Dan Hartman) - 4:24
7. Crazy for You (Montrose, Ilene "Chunky" Rappaport) - 3 min 26 s
8. Merry-Go-Round (Ronnie Montrose)- 5 min 38 s

## Informations sur le contenu de l'album
- Let's Go et Music Man sont également sortis en singles.
- What Are You Waitin' For? et Rich Man ont été composés par Dan Hartman pour Montrose.